# Aedes reubenae
Aedes reubenae är en tvåvingeart som beskrevs av Tewari och Hiriyan 1992. Aedes reubenae ingår i släktet Aedes och familjen stickmyggor.
Artens utbredningsområde är Kerala (Indien). Inga underarter finns listade i Catalogue of Life.